# Ruy Blas (Mendelssohn)
Die Ouvertüre Ruy Blas (Mendelssohn-Werkverzeichnis: MWV P 15) zu dem gleichnamigen Theaterstück von Victor Hugo (1838) ist ein musikalisches Werk von Felix Mendelssohn Bartholdy.

## Entstehung
Die Ouvertüre entstand 1839 auf Anfrage des Leipziger Theaters zusammen mit einer Romanze (op. 77 Nr. 3, einem Duett für zwei Frauenstimmen) als Schauspielmusik zu dem Stück. Mendelssohn berichtet über die Entstehung in einem Brief an seine Mutter:

„Du willst wissen, wie es mit der Ouvertüre zum Ruy Blas zugegangen ist? Lustig genug. Vor 6–8 Wochen kam die Bitte an mich, für die Vorstellung des Theaterpensionsfonds (einer sehr guten und wohlthätigen Anstalt hier, die zu ihrem Benefiz den Ruy Blas geben wollte) eine Ouvertüre und die in dem Stück vorkommende Romanze zu componiren, weil man sich eine bessere Einnahme versprach, wenn mein Name auf dem Titel stände. Ich las das Stück, das so ganz abscheulich und unter jeder Würde ist, wie man’s gar nicht glauben kann, und sagte, zu einer Ouvertüre hätte ich keine Zeit und componirte ihnen die Romanze. –
Montag (heute vor acht Tagen) sollte die Vorstellung sein; an dem vorhergehenden Dienstag kamen die Leute nun, bedanken sich höchlich für die Romanze und sagen, es wäre so schlimm, dass ich keine Ouvertüre geschrieben hätte; aber sie sähen sehr wohl ein, dass man zu solch’ einem Werke Zeit brauche, und im nächsten Jahre, wenn sie dürften, wollten sie mir’s länger vorher sagen. Das wurmte mich; – ich überlegte mir Abends die Sache, fing meine Partitur an – Mittwoch war den ganzen Morgen Concertprobe, – Donnerstag Concert, aber dennoch war Freitag früh die Ouvertüre beim Abschreiber, wurde Montag erst im Concertsaal dreimal, – dann einmal im Theater probirt, Abends zu dem infamen Stück gespielt und hat mir einen so grossen Spass gemacht, wie nicht bald eine von meinen Sachen. Im nächsten Concert wiederholen wir sie auf Begehren; da nenne ich sie aber nicht Ouvertüre zu Ruy Blas, sondern zum Theater-Pensionsfonds“

Die Komposition der Ouvertüre entstand demnach in gerade einmal drei Tagen, da Mendelssohns Ehrgeiz als Komponist angestachelt war. Die Uraufführung erfolgte am 11. März 1839 bei der Leipziger Premiere von Victor Hugos Stück. Als eigenständiges Konzertstück wurde es erstmals 10 Tage später im Leipziger Gewandhaus unter der Leitung des Komponisten aufgeführt.

## Erfolg und Bedeutung
Mendelssohn schätzte seine Komposition selber sehr; dennoch erschien sie – wohl wegen seiner Abneigung gegen die literarische Vorlage – zu seinen Lebzeiten nicht im Druck; erst postum erhielt sie die Opuszahl 95. Eduard Hanslick bescheinigte dem Werk „glänzende Ritterlichkeit“, und Robert Schumann soll sich einem Bericht Richard Wagners zufolge verwundert über das „flotte Orchesterstück“ geäußert haben. Obwohl die Ouvertüre bereits zu Mendelssohns Zeit außerordentlich beliebt und erfolgreich war, steht sie heute im Schatten anderer Werke, so etwa den Ouvertüren Ein Sommernachtstraum oder Die Hebriden.

## Besetzung
2 Flöten, 2 Oboen, 2 Klarinetten, 2 Fagotte, 4 Hörner, 2 Trompeten, 3 Posaunen, Pauken, 2 Violinen, Viola, Cello und Kontrabass
Die Aufführungsdauer beträgt ca. 8 Minuten.

## Gliederung und musikalische Erläuterungen
Der einleitende, mehrfach wiederkehrende Lento-Abschnitt besteht aus sechs Bläser-Akkorden, die Allegro-molto-Teile stellen zunächst Haupt- und Seitenthema (in c-Moll und Es-Dur) vor, um sie dann zu verarbeiten. Man kann die Ouvertüre also als Sonatensatz auffassen, der wiederholt von Lento-Teilen unterbrochen wird. Statt einer vollständigen Reprise führt der abschließende a tempo-Teil das Seitenthema in C-Dur virtuos zur Wiederkehr des Hauptthemas, die in eine breit angelegte Schlusscoda mündet.